# Ngành hàng
Ngành hàng, J.P Boutonnet (INRA, Pháp), "là một hệ thống được xây dựng bởi các tác nhân và các hoạt động tham gia vào sản xuất, chế biến, phân phối một sản phẩm, và bởi các mối quan hệ giữa các yếu tố trên và các yếu tố bên ngoài"

## Một số khái niệm khác
Theo Fabre (1994), "Ngành hàng được coi là tập hợp các tác nhân kinh tế (hay các phần hợp thành các tác nhân) quy tụ trực tiếp vào việc tạo ra các sản phẩm cuối cùng".
Theo tác giả Phạm Vân Đình, năm 2005, ngành hàng là "Tập hợp những tác nhân (hay những phần hợp thành tác nhân) kinh tế đóng góp trực tiếp vào sản xuất tiếp đó là gia công, chế biến và tiêu thụ ở một thị trường hoàn hảo của sản phẩm nông nghiệp".
Từ các khái niệm trên cho thấy, ngành hàng đã chỉ ra sự kế tiếp của các hành động xuất phát từ điểm ban đầu tới điểm cuối cùng của một nguồn lực hay một sản phẩm trung gian, trải qua nhiều giai đoạn của quá trình gia công, chế biến để tạo ra một hay nhiều sản phẩm hoàn tất ở mức độ của người tiêu thụ.